# 何建怀
何建怀（1966年6月14日—1986年7月6日），是中華人民共和國海关一名海上緝私隊隊員，在追捕懷疑走私人士時殉職，被认定為「革命烈士」。

## 生平
何建怀曾就讀於樂昌縣第一中學；求學時期的他勤奋讀書，又有上进心，曾多次被评選为「三好学生」。何建怀在1981年加入中国共产主义青年团，1985年從中學畢業，其後到拱北海關工作，成為海關調查處海上緝私隊的隊員。
1986年7月6日，拱北海关派出一艘缉私艇巡視擔桿列島海面，何建怀也是缉私艇上的一名船員；巡視期間，缉私人員發現了一艘可疑船隻，缉私艇便高速追截。缉私艇成功逼近可疑船隻後，何建怀跳到該船上；但是，該艘可疑船隻忽然急速轉向，引發兩船相撞，何建怀因而受重伤，在送院途中死亡。當時，何建怀是拱北海关有關部門的見習幹部。
事後，何建怀被部分中華人民共和國媒體譽為「缉私英雄」；广东省人民政府在1986年9月批准何建怀為「革命烈士」，中国共青团广东省委亦追认他为「模范共青团员」，号召广东省全體青年向何建怀学习。拱北海关曾派員在清明節為何建怀扫墓，中華人民共和國在2005年舉行的打击走私展覽亦提及殉職的緝私員，其中包括何建怀。